# Florencio Armando Colin Cruz
Florencio Armando Colin Cruz (ur. 27 października 1950 w Acambay) – meksykański duchowny rzymskokatolicki, w latach 2009-2019 biskup pomocniczy Meksyku, od 2019 biskup Puerto Escondido.

## Życiorys
Święcenia prezbiteratu przyjął 22 kwietnia 1982 i został inkardynowany do archidiecezji meksykańskiej. Był m.in. wykładowcą i wicerektorem seminarium, dyrektorem archidiecezjalnej komisji biblijnej oraz konsultorem komisji Konferencji Episkopatu ds. duszpasterstwa biblijnego.
27 listopada 2008 otrzymał nominację na biskupa pomocniczego Meksyku ze stolicą tytularną Thimida Regia. Sakry biskupiej udzielił mu 28 lutego 2009 kard. Norberto Rivera Carrera.
16 lutego 2019 został mianowany biskupem Puerto Escondido, zaś 4 kwietnia 2019 kanonicznie objął urząd.